# Старая Гусевица
Старая Гусевица (бел. Старая Гусявіца) — деревня в Гусевицком сельсовете Буда-Кошелёвском районе Гомельской области Белоруссии. Ранее являлась административным центром Гусевицкого сельсовета.

## География

### Расположение
В 26 км на юг от Буда-Кошелёво, 32 км от Гомеля, 13 км от железнодорожной станции Уза (на линии Жлобин — Гомель).

### Гидрография
На северной окраине мелиоративный канал.

## Транспортная сеть
Транспортные связи по автомобильной дороге Кривск — Уваровичи. Планировка состоит из прямолинейной улицы, ориентированной с юго-запада на северо-восток, к центру которой присоединяется с северо-запада вторая прямолинейная улица. Застройка двусторонняя, преимущественно деревянными домами усадебного типа. В 1986 г. построены кирпичные дома на 55 квартир, в которых разместились переселенцы из загрязнённых радиацией мест после Чернобыльской катастрофы.

## История
По письменным источникам известна с начала XIX века, когда деревня Гусевица разделилась на две: Старая Гусевица и Новая Гусевица, в Руденецкой волости Белицкого уезда Могилёвской губернии. В 1883 году работал хлебозапасный магазин. Более половины хозяйств занимались производством подвод, телег, саней. По переписи 1897 года находились: школа грамоты, 2 ветряные мельницы. В 1909 году 1761 десятин земли.
С 8 декабря 1926 года по 30 декабря 1927 года центр Старо-Гусевицкого сельсовета Уваровичского района Гомельского округа. В 1930 году организован колхоз «Свободная работа», действовали 2 ветряные мельницы. На фронтах Великой Отечественной войны погибли 112 жителей. С 27 сентября 1973 года центр Гусевицкого сельсовета. Центр колхоза имени В. И. Ленина. Средняя школа, отделение связи, Дом культуры, библиотека, фельдшерско-акушерский пункт, детский сад.
В состав Гусевицкого сельсовета входили в настоящее время не существующие: до 1934 года посёлок Шульское, до 1947 года посёлок Вораи, до 1979 года посёлок Новая Жизнь, до 1982 года посёлок Ивашков, до 1983 года посёлок Берёзовое Болото, до 1984 года посёлок Красная Хочемля.

## Население

### Численность
- 2018 год — 166 жителей.

### Динамика
- 1883 год — 62 двора, 344 жителя.
- 1897 год — 98 дворов 693 жителя (согласно переписи).
- 1909 год — 114 хозяйств, 785 жителей.
- 1959 год — 439 жителей (согласно переписи).
- 2004 год — 88 хозяйств, 215 жителей.

## Достопримечательность
- Воинский мемориал погибшим в период Великой Отечественной войны